# Lac Kamirokotek
Lac Kamirokotek är en sjö i Kanada.   Den ligger i regionen Mauricie och provinsen Québec, i den östra delen av landet, 400 km norr om huvudstaden Ottawa. Lac Kamirokotek ligger 414 meter över havet. Arean är 1,5 kvadratkilometer. Den sträcker sig 2,9 kilometer i nord-sydlig riktning, och 2,0 kilometer i öst-västlig riktning.
Trakten runt Lac Kamirokotek är nära nog obefolkad, med mindre än två invånare per kvadratkilometer.